# Шено
Шено (фр. Chenaud) насеље је и општина у југозападној Француској у региону Аквитанија, у департману Дордоња која припада префектури Периже.
По подацима из 2011. године у општини је живело 321 становника, а густина насељености је износила 25,52 становника/km². Општина се простире на површини од 12,58 km². Налази се на средњој надморској висини од 40 метара (максималној 113 m, а минималној 26 m).

## Демографија
| 1962. | 1968. | 1975. | 1982. | 1990. | 1999. | 2011. |
| ----- | ----- | ----- | ----- | ----- | ----- | ----- |
| 395   | 456   | 331   | 350   | 313   | 321   | 321   |

График промене броја становника у току последњих година